# Guatteria glauca
Guatteria glauca är en kirimojaväxtart som beskrevs av Hipólito Ruiz López och Pav.. Guatteria glauca ingår i släktet Guatteria och familjen kirimojaväxter. IUCN kategoriserar arten globalt som sårbar. Inga underarter finns listade i Catalogue of Life.